# Tour della nazionale maschile di rugby a 15 dell'Irlanda 2009
Tra le due edizioni del 2007 e 2011 della Coppa del Mondo di rugby, la nazionale irlandese di rugby si è recata più volte in tour nell'emisfero australe.
Nel 2009Priva dei migliori giocatori impegnati nel tour dei "Lions", la nazionale irlandese si reca in Nord America per due test, dove ottiene facili successi con Canada  e Stati Uniti
| Arbitro: | Chris White |

|                    |      |                                       |
|                    | mt   | 16’ B. Murphy 62’ Whitten 69’ Buckley |
|                    | tr   | 16’, 62’ Keatley                      |
| Pritchard 35’, 43’ | c.p. | 56’, 59’ Keatley                      |

| Arbitro: | Chris White |

|             |      |                                                 |
| Suniula 65’ | mt   | 13’ Casey 40+2’ Whitten 53’ tecnica 70’ R. Best |
| Malifa 65’  | tr   | 53’, 70’ Keatley                                |
|             | c.p. | 24’ Keatley                                     |
| Malifa 63’  | drop |                                                 |